# 차량 일시수출입
차량 일시수출입은 본인의 차량을 가지고 외국 등의 해외여행을 합법적으로 하기 위한 통관 절차를 가리키는 단어이다. 자동차 일시수출입이란 단어로도 불린다. 반대로 해외에서 대한민국으로 자신의 차량을 가지고 여행오는 것은 차량 일시반출이나 차량 일시반입이라고 불린다.

## 설명
차량 일시수출입을 하면 대한민국에서 외국으로 정해진 일정 기간 동안에 자차로 해외여행을 하는 것이 가능해진다. 대한민국에서 다른 나라로 차량 일시반출입을 하는 경우에는 반드시 국제운전면허증, 여권, 인감, 자동차등록증, 자동차등록증서가 반드시 필요하며 그외 대한민국 국적 스티커인 ROK 스티커, 국제 차량 번호판(한국어를 영어로 번역한 차량 번호판이다.), 선사에서 요구하는 소정의 양식, 직계가족 소유시 위임장, 가족관계증명서, 인감증명서, 돈도 필요한데 돈의 경우에는 선박 운임, 통관 수수료, 현지 보험료, 보증료가 필요한 준비물이다. 대한민국에서 자신의 소유인 자동차로 일본, 러시아, 중국, 유럽, 북아메리카, 남아메리카, 오세아니아, 아프리카 등등의 해외여행을 갈 때에는 가고자 하는 나라의 정보와 법률을 잘 숙지해둘 필요가 있으며 또한 그나라의 정해진 교통 법규를 잘 준수하여야 한다.

## 차량 일시수출입이 가능한 자동차 명단
다음은 대한민국에서 외국으로 차량 일시수출입을 하는 경우에 외국에서 허용되는 자동차에 대해 다루는 명단이다.
- 자신이 소유한 9인승 이하의 승합차나 자가용 승용차

- 캠핑카

- 냉동탑차

- 냉장탑차

- 활어차

- 그외 여러 특장차들

- 복합 일관 운송 자동차

- 화물차, 버스, 9인승 이상 승합차인 경우에는 화물 및 여객 상호운행 협정 체결국가 자동차여야만 차량 일시수출입이 가능하다.

여기에 언급된 자동차들이 해외로 차량 일시수출입이 가능한 차량들이며 화물차, 버스, 9인승 이상 승합차 등의 차량들은 화물 및 여객 상호운행 협정 체결국가 자동차가 아니면 해외로 차량 일시수출입이 불가능하다. 1949년에 도로 교통에 관한 제네바 협약에 가입한 국가, 1968년에 도로 교통에 관한 비엔나 협약에 가입한 국가는 차량 일시수출입이 가능한 국가가 된다.

## 같이 보기
- 자동차
- 국제운전면허증